# William McGillivray
William McGillivray, född 1764, död 1825, var en skotskfödd pälshandlare som efterträdde sin farbror som ledande delägare i Nordvästkompaniet. Han var ledamot av den lagstiftande församlingen i Nedre Kanada och blev senare utnämnd till ledamot av dess överhus. McGillivray ägde stora jordegendomar i Skottland, Nedre och Övre Kanada. Han bodde i Montréal där han hade ett ståtligt hem. Under 1812 års krig var han överstelöjtnant och chef för den Kanadensiska voyageurkåren.